# Bakalář umění
Bakalář umění (z lat. baccalaureus artis) je akademický titul označující absolventa vysoké školy v bakalářském studijním programu v oblasti umění. Zkratka tohoto titulu je BcA.,  pro ostatní studijní programy existuje varianta, resp. akademický titul, bakalář (z lat. baccalaureus) ve zkratce Bc., přičemž obě zkratky titulů se případně umísťují před jméno. Dosažený stupeň vzdělání dle ISCED je 6 (bachelor's degree).
Udělování titulu „bakalář umění“ (resp. i titulu „bakalář“) se v České republice řídí zákonem č. 111/1998 Sb., o vysokých školách, ve znění pozdějších předpisů, přičemž bakalář umění je udělován na českých uměleckých vysokých školách od roku 1998 (resp. na fakultách, ústavech a institutech, které mají akreditovaný některý z uměleckých studijních programů). Jedná se o standardní studium v bakalářském studijním programu, které většinou trvá 3–4 roky. Ke studiu v oblasti umění mohou být výjimečně přijati i uchazeči bez dosažení středního vzdělání s maturitní zkouškou nebo vyššího odborného vzdělání v konzervatoři, nicméně absolventům takto přijatým ke studiu se uděluje akademický titul až po dosažení středního vzdělání s maturitní zkouškou nebo vyššího odborného vzdělání v konzervatoři. Dle zákona je studium vedoucí k udělení tohoto gradu zaměřeno především na přípravu k výkonu povolání a též i k dalšímu studiu. Úspěšný absolvent, bakalář umění, se tedy případně může přihlásit i k dalšímu vysokoškolskému studiu v (navazujícím) magisterském studijním programu (7 v ISCED), ten následně zpravidla trvá 1–3 roky.
Jako bakalant se někdy označuje student bakalářského studijního programu, příp. student pracující na své bakalářské práci. Bakalářské studium se řádné ukončuje státní závěrečnou zkouškou (státnice), jejíž součástí většinou bývá i obhajoba bakalářské (diplomové) práce, pro umělecké vysoké školy bývá typický určitý umělecký výstup.
Obecně je bakalářský titul základním vysokoškolským titulem – vysokoškolskou kvalifikací – udělovanou de facto po celém světě. Bakalář umění, resp. tyto tituly nižší úrovně, se většinou ve světě v praxi běžně neužívají (nepíší atd.); v některých zemích (Česko, Slovensko) však může být jejich formální užívání v praxi častější, nicméně ani v těchto zemích se formální oslovování v podobě pane bakaláři / paní bakalářko zpravidla běžně neužívá.

## Historie
Baccalaureatus (vavřínem ověnčený) označoval původně na středověké univerzitě akademický gradus, jehož student dosáhl po absolvování trivia, které tvořila gramatika, dialektika a rétorika. Poté absolvent vypomáhal s učením a následně se věnoval kvadriviu. Později se tento titul získával po absolvování artistické fakulty a umožňoval vstup na ostatní fakulty univerzity. Bakalář následně po dalším studiu a obhajobě samostatné odborné práce (these) mohl získat gradus mistra (lat. magister – magistra) na artistické fakultě (fakultě svobodných umění, odtud jeho celý název „magistr svobodných umění“).
Pro Česko byl titul bakaláře znovu zaveden zákonem z roku 1990, aby také i české akademické tituly lépe odpovídaly titulům ve světě, respektive titulům (přesněji: určitým stupňům formální kvalifikace) z anglosaského světa. Do revoluce bylo v tehdejším socialistickém Československu charakteristické „dlouhé“ vysokoškolské studium (blíže: akademický malíř, akademický sochař, akademický architekt) a případně následná aspirantura (blíže: kandidát věd), tedy „dvoustupňový systém“. Po roce 1989, resp. po přechodu od státem centrálně plánovaného hospodářství k tržní ekonomice, zde byla zákonem z roku 1990 zavedena standardní třístupňová vysokoškolská soustava, přičemž tato soustava bývá obecně označována jako ekonomicky únosnější pro nekomunistické (kapitalistické) státy, a to právě kvůli rozdělení „dlouhého“ (magisterského) studia.
V 90. letech 20. století, přesněji mezi lety 1990–1998, se dle tehdejšího vysokoškolského zákona (tedy zákona č. 172/1990 Sb.), původně v Česku studium, které vedlo k získání bakalářského gradu, označovalo jako „(obsahově) ucelená část vysokoškolského studia“, nicméně tento zákon ještě variantu BcA. (ani MgA.) pro umělce neodlišoval, udílen byl do té doby i v oblasti umění pouze „bakalář“ – Bc. Po roce 1998 a zavedení BcA., resp. též po Boloňském procesu, se z něj stal bakalářský studijní program. Obdobně „vysokoškolské studium“ (dlouhé) se transformovalo do magisterského studijního programu a dříve označované „postgraduální studium“ pak bylo upraveno jakožto doktorský studijní program (Ph.D.).
Podle vysokoškolského zákona, konkrétně dle § 99 odst. 3 téhož zákona, se tímto titulem nahrazuje i titul bakalář (Bc.), který získali podle § 21 staršího vysokoškolského zákona, tedy zákona č. 172/1990 Sb., absolventi obsahově ucelené části vysokoškolského studia (bakalářského studia) uměleckých vysokých škol. Osvědčení o nahrazení tohoto akademického titulu jim na žádost vydá příslušná vysoká škola.
Na Slovensku se bakalářský titul zvlášť pro oblast umění (BcA.) neuděluje – bakalářský studijní program zde používá v různých oblastech pouze jeden titul (Bc.).

## Obdobné tituly v jiných zemích
V zemích Evropy v 90. letech 20. století postupně sjednocoval vysokoškolský systém do tří cyklů po vzoru anglosaského světa tzv. Boloňský proces. Bakalářský titul se tak v současnosti uděluje de facto po celém světě a značí standardní, základní vysokoškolský titul (stupeň kvalifikace), který označuje absolventa prvního cyklu vysokoškolského studia (blíže: ISCED), bakalářského programu, obvykle v trvání tří až čtyřletého studia na vysoké škole. Titul bakaláře se ve světě uděluje v mnoha různých oblastech a podobách (či zkratkách), například: B.A. (či BA, z lat. baccalaureus artium) – Bachelor of Arts, což značí bakaláře humanitních věd, B.S. (BS, B.Sc., BSc, či BSc., z lat. baccalaureus scientia) – Bachelor of Science, což značí bakaláře přírodních věd, dále se ve světě udělují například: Bachelor of Engineering, Bachelor of Laws, nebo Bachelor of Fine Arts (BFA) – což je právě bakalariát typický pro oblast umění atd.